# 3 Words
3 Words é o álbum de estreia da cantora e compositora britânica Cheryl Cole, integrante da banda pop britânica Girls Aloud. Foi lançado no dia 26 de outubro de 2009 no Reino Unido. O seu primeiro single "Fight for This Love" alcançou o topo da parada UK Singles Chart. Os dois outros single "3 Words" e "Parachute" ficaram entre as 5 mais nas paradas do Reino Unido. No Brasil, o álbum foi lançado no dia 16 de março de 2010 e obteve moderado sucesso no Brasil, conseguindo entrar em #28 no "Top 40 Álbuns" do Hot 100 Brasil.

## Estilo musical
O algum apresenta como estilo predominante o pop, mas diverge nos estilos musicais, tais como R&B, eletrônica, e house.

## Singles
- "Fight For This Love foi lançado como primeiro single no dia 16 de outubro de 2009 e alcançou #1 na UK Singles Charts, se tornando um grande sucesso. A canção foi lançada no Brasil, como segundo single na versão remix no dia 8 de fevereiro de 2010, depois do não-sucesso do 1º single 3 Words e teve um sucesso considerável.
- "3 Words" foi lançado como segundo single no dia 20 de dezembro de 2009 e alcançou a posição #4 na UK Singles Chart. A canção é um dueto com o cantor e integrante do Black Eyed Peas, will.i.am. No Brasil, a canção foi lançada no dia 5 de janeiro de 2010 como primeiro single do álbum, mas não obteve muito sucesso.
- "Parachute" foi lançado como terceiro single no dia 15 de março de 2010 e alcançou a posição #5 na UK Singles Chart. No Brasil, a canção também foi lançada como 3º single no dia 9 de abril de 2010, mas não obteve o sucesso do single anterior.

## Faixas
| N.º | Título                                     | Compositor(es)                                                               | Duração |  |
| 1.  | "3 Words (com will.i.am)"                  | William Adams, Cheryl Cole, George Pajon                                     | 4:33    |  |
| 2.  | "Parachute"                                | Cheryl Cole, Ingrid Michaelson, Marshall Altman                              | 3:40    |  |
| 3.  | "Heaven (com will.i.am)"                   | Adams, Cheryl Cole, Stacy Barthe                                             | 4:36    |  |
| 4.  | "Fight for This Love"                      | Steve Kipner, Wayne Wilkins, Andre Merrit, Cheryl Cole                       | 3:43    |  |
| 5.  | "Rain On Me"                               | Cheryl Cole, Kipner, Sam Watters, Wilkins, Olivia Waithe, Louis Biancaniello | 3:44    |  |
| 6.  | "Make Me Cry"                              | Adams, Cheryl Cole, Caleb Speir                                              | 4:35    |  |
| 7.  | "Happy Hour"                               | Cheryl Cole, Carsten Schack, Kenneth Karlin, Priscilla Renea                 | 4:06    |  |
| 8.  | "Stand Up"                                 | Cheryl Cole, Fraser T Smith, Taio Cruz                                       | 3:23    |  |
| 9.  | "Don't Talk About this Love"               | Cheryl Cole, Chris Braide, Nikola Rachelle                                   | 3:45    |  |
| 10. | "Boy Like You (com will.i.am)"             | Adams, Cheryl Cole                                                           | 4:30    |  |
| 11. | "Heartbreaker (will.i.am com Cheryl Cole)" | Adams, Cheryl Cole                                                           | 3:14    |  |

| Críticas profissionais                                                      | Críticas profissionais |
| Avaliações da crítica                                                       | Avaliações da crítica  |
| Fonte                                                                       | Avaliação              |
| --------------------------------------------------------------------------- | ---------------------- |
| allmusic                                                                    | [ 1 ]                  |
| BBC                                                                         | (mixado)               |
| Digital Spy                                                                 | [ 3 ]                  |
| Daily Telegraph                                                             | [ 4 ]                  |
| Laboratório Pop                                                             | (regular)              |
| The Guardian                                                                | [ 6 ]                  |
| The Times                                                                   | [ 7 ]                  |
| Esta tabela precisa de ser acompanhada por texto em prosa. Consulte o guia. |                        |

## Paradas
| Parada (2009)                                     | Melhores posições |
| ------------------------------------------------- | ----------------- |
| Áustria - Parada de Álbuns                        | 26                |
| Bélgica (Valônia) - Parada de Álbuns Ultratop     | 96                |
| Brasil (Top 40 Álbuns)                            | 28                |
| Europa - Parada de Álbuns European Top 100 Albums | 7                 |
| Holanda - Parada de Álbuns MegaCharts             | 49                |
| Irlanda - Parada de Álbuns Irish Albums Chart     | 2                 |
| Reino Unido - Parada de Álbuns UK Albums Chart    | 1                 |
| Suíça - Parada de Álbuns Swiss Music Charts       | 52                |

## Lançamento
| País        | Data                  | Formato              | Gravadora       |
| ----------- | --------------------- | -------------------- | --------------- |
| Reino Unido | 26 de outubro de 2009 | CD, Download digital | Mercury         |
| Brasil      | 16 de março de 2010   | CD, Download digital | Universal Music |